# Сільник тендітний
Сільник тендітний, тетрадикліс ніжний (Tetradiclis tenella) — вид рослин родини золотухові (Nitrariaceae), поширений у південно-східній Європі, північно-східній Африці, західній Азії й Пакистані.

## Опис
Однорічна рослина 4—15 см. Маленька гола рослина з тонкими стеблами і супротивними або кільчасто розміщеними гілками. Листки перисто-роздільні або цілокраї, дещо м'ясисті, лінійно-довгасті, тупі, нижні листки супротивні, верхні — чергові. Квітки ≈ 1 мм в діаметрі. Чашечка 4-роздільна, залишається при плоді. Пелюсток і тичинок 4. Зав'язь 4-гніздова. Коробочка 4-гранна, частіше з 8 насінням. Рослина до 20 см заввишки, майже прямостійна. Листки довжиною до 10 мм, ≈ 2—3 мм шириною. Квітки білі. Чашолистки трикутні, об'єднані майже до половини, трохи коротші від пелюсток. Пелюстки клиноподібні, ≈ 1 мм завдовжки. Коробочка субкуляста, діаметром 3—4 мм. Насіння дрібне, довгасте.

## Поширення
Поширений у південно-східній Європі (Україна, південно-східна Росія), північно-східній Африці (Єгипет, Лівія, Туніс), західній Азії (Афганістан, Іран, Ірак, Ізраїль, Йорданія, Сирія, Азербайджан, Грузія, Казахстан, Таджикистан, Туркменістан, Узбекистан) й Пакистані.
В Україні вид зростає на солончакових і солонцюватих ґрунтах — рідко на крайньому півдні Степу (Херсонська обл., Генічеський р-н, о. Куюк-Тук; Крим, берег Сиваша, вище гирла р. Біюк-Карасу).